# 花野果市場
花野果市場（はなやかいちば）は宮城県遠田郡美里町の国道346号線沿いに設置された産地直送施設である。

## 概要
大崎市鹿島台と涌谷町に至る中間点に位置し、地場産の野菜・もち加工品や漬物、お惣菜、バラなどの切り花や鉢花、果物などを販売する
農産物直売所。田舎の料理が味わえる農家レストラン「はなやか亭」（メニュー　すいとん定食、はなやか定食、みそ焼きおにぎりなど）が営業している。

## 営業日・時間
- 定休日:年末年始
- 営業時間:午前9時〜午後6時

## アクセス
- JR東日本石巻線涌谷駅から車で10分
- JR東日本東北本線鹿島台駅から車で10分
- 駐車場普通車30台、大型車5台、障害者用2台　無料